# Mile Isaković

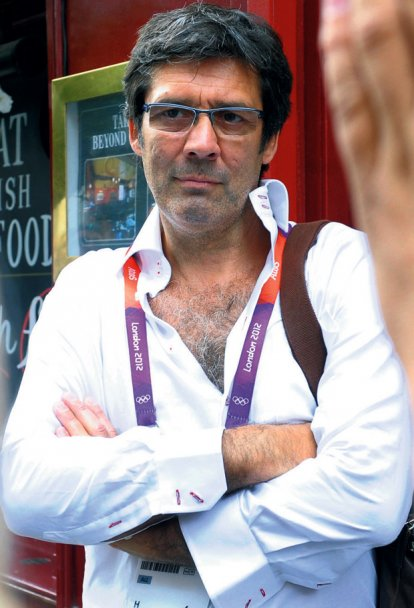
Mile Isaković

Mile Isaković (Servisch: Миле Исаковић) (Šabac, 17 januari 1958) is een voormalig Servisch handballer. Hij naam tweemaal deel aan de Olympische Spelen, waar hij de Joegoslavische handbalploeg vertegenwoordigde. 
Op de Olympische Spelen van 1984 in Los Angeles won hij de gouden medaille met Joegoslavië, nadat men in de finale West-Duitsland had verslagen. Isaković speelde zes wedstrijden en scoorde 39 doelpunten.
Vier jaar eerder eindigde hij met Joegoslavië op de Olympische Spelen van 1980 in Moskou op de zesde plaats. Isaković speelde vijf  wedstrijden en scoorde 13 doelpunten.
Zlatan Arnautović · Mirko Bašić · Jovica Elezović · Mile Isaković · Pavle Jurina · Milan Kalina · Slobodan Kuzmanovski · Dragan Mladenović · Zdravko Rađenović · Momir Rnić · Branko Štrbac · Veselin Vujović · Veselin Vuković · Zdravko Zovko
Zlatan Arnautović · Jovica Cvetković · Adnan Dizdar · Jovica Elezović · Mile Isaković · Drago Jovović · Pavle Jurina · Enver Koso · Peter Mahne · Jasmin Mrkonja · Velibor Nenadić · Goran Nerić · Stjepan Obran · Momir Rnić